# ISC Paris Business School
48°53′34″N 2°18′04″Ø / 48.89278°N 2.30111°Ø
ISC Paris Business School er en europæisk business school med campusser i Paris. Skolen blev grundlagt i 1962. ISC Paris programmer har de tre internationale akkrediteringer UGEI, CGE og AACSB. Skolen har over 20.000 alumner inden for handel og politik. Skolen har et partnerskab med ISIPCA for en MBA dufte og kosmetik.